# Born and Raised (album Johna Mayera)
Born and Raised – piąty album studyjny Johna Mayera, wydany 22 maja 2012.

## Lista utworów
| Nr  | Tytuł utworu                                | Długość |
| --- | ------------------------------------------- | ------- |
| 1.  | „Queen of California”                       | 4:10    |
| 2.  | „The Age of Worry”                          | 2:38    |
| 3.  | „Shadow Days”                               | 3:53    |
| 4.  | „Speak for Me”                              | 3:45    |
| 5.  | „Something Like Olivia”                     | 3:01    |
| 6.  | „Born and Raised”                           | 4:48    |
| 7.  | „If I Ever Get Around to Living”            | 5:22    |
| 8.  | „Love Is a Verb”                            | 2:24    |
| 9.  | „Walt Grace's Submarine Test, January 1967” | 5:08    |
| 10. | „Whiskey, Whiskey, Whiskey”                 | 4:39    |
| 11. | „A Face to Call Home”                       | 4:45    |
| 12. | „Born and Raised (Reprise)”                 | 2:01    |
| 13. | „Fool to Love You (Bonus Track)”            | 2:16    |
|     |                                             | 48:50   |